# NGC 533
NGC 533 je galaksija u zviježđu Kit.

## Vanjske poveznice
- SEDS: NGC 0533